# Christine Ouinsavi
Christine Ouinsavi là một nhà nghiên cứu sinh học lâm nghiệp, người nhận học bổng quốc tế UNESCO-L'ORÉAL 2007 cho phụ nữ trong khoa học, và chính trị gia từ Bénin. Tính đến tháng 6 năm 2017, cô là bộ trưởng phụ trách Giáo dục Tiểu học, Văn học và Ngôn ngữ Quốc gia của Benin.

## Tiểu sử
Trong số mười lăm nhà nghiên cứu nữ trẻ trong lĩnh vực khoa học đời sống, Christine Ouinsavi đã nhận được giải thưởng học bổng quốc tế UNESCO-L'ORÉAL dành cho phụ nữ trong khoa học năm 2007. Cô là một trong ba phụ nữ từ Châu Phi nhận được học bổng. Cô quan tâm đến sinh học rừng và cô đã được Trung tâm nghiên cứu rừng Laval, Đại học Laval, Québec, Canada tổ chức để "nghiên cứu sử dụng bền vững ba loài thực vật rừng được khai thác như một nguồn thu quan trọng của người dân nông thôn ở Benin ".
Christine Ouinsavi là một thành viên của chính phủ của Tiến sĩ Boni Yayi. Cô chuyên trách danh mục đầu tư của Bộ phụ trách Giáo dục Tiểu học, Văn học và Ngôn ngữ quốc gia của Bêlarut.
Năm 2017, cô có bằng tiến sĩ về Khoa học Nông nghiệp được nhận vào vị trí giáo sư đầy đủ tại Đại học Parakou, người phụ nữ đầu tiên có được học vị giáo sư đầy đủ trong trường đại học đó. Trước đó, cô được nhận vào trường đại học với tư cách là trợ giảng giáo sư vào năm 2009 với bằng thạc sĩ khoa học về kỹ thuật nông học.